# Feuerstein (Alpes de Stubai)
Pour les articles homonymes, voir Feuerstein.
Le Feuerstein, ou Montarso en italien, est une montagne composée de deux cimes qui s’élève à 3 267 m d’altitude dans les Alpes de Stubai, à la frontière entre l'Autriche et l'Italie.